# Das geheime Fenster
Das geheime Fenster ist ein Mystery-Thriller von David Koepp aus dem Jahr 2004. Der Film basiert auf der Novelle Das heimliche Fenster, der heimliche Garten (Secret Window, Secret Garden) aus dem Buch Langoliers von Stephen King.

## Handlung
Nach der Trennung von seiner Frau zieht sich der Schriftsteller Mort Rainey in ein abgelegenes Landhaus zurück. Während ihn eine Schreibblockade am Arbeiten hindert, wird er mit einem weiteren Problem konfrontiert: Ein seltsamer Mann namens John Shooter beschuldigt ihn des Plagiats bei seiner Erzählung Das geheime Fenster. Shooter behauptet, die Erzählung 1997 verfasst zu haben, Rainey hat sie allerdings bereits im Jahre 1995 in einer Zeitschrift veröffentlicht. Shooter fordert ihn eindringlich auf, innerhalb von drei Tagen eine Ausgabe der Zeitschrift vorzulegen, die seine Urheberschaft beweisen würde, und untermauert die Ernsthaftigkeit seiner Drohung, indem er Raineys Hund tötet und ihn davor warnt, die Polizei einzuschalten.
Doch Raineys Ausgabe der Zeitschrift, die im Haus seiner Noch-Ehefrau Amy gelagert ist, wird vernichtet, als das Haus unter nicht geklärten Umständen in Flammen aufgeht. Als er eine Zweitausgabe der Zeitschrift von seinem Agenten ordert und diese gegen Ende der Handlung erhält, fehlen darin die Seiten mit der Erzählung. Rainey wendet sich unter dem Gefühl zunehmender Bedrohung an den örtlichen Sheriff, der ihm jedoch nicht helfen kann. Daraufhin engagiert Rainey den Privatdetektiv Ken Karsch. Während dieser Nachforschungen anstellt, wird die Lage immer bedrohlicher und die Grenzen zwischen Realität und Fiktion werden sukzessive undeutlicher. Karsch und ein alter Mann aus dem nahen Dorf, der Rainey angeblich mit Shooter gesehen hat, werden von Shooter ermordet, als dieser Rainey zu einem Treffen beordert.
Am Ende stellt sich heraus, dass Rainey selbst Shooter ist, dass er, ohne es bewusst zu merken, in die Rolle dieser von ihm selbst erfundenen Figur geschlüpft ist, um sich als Shooter an seiner Ex-Frau zu rächen, wozu Rainey selbst nicht in der Lage war. Rainey hat daher auch alle Morde begangen und das Haus seiner Noch-Ehefrau angezündet. Als diese ihn wegen der von ihm verschleppten Scheidungsformalitäten aufsucht, ermordet er sie – wie auch ihren neuen Lebensgefährten Ted, der ihr heimlich gefolgt ist. Der Name Shooter erweist sich dabei als Homophon von Shoot her („Erschieß sie“). Dann begräbt er sie in seinem Garten, um so die Spuren seines Verbrechens zu verwischen.
Nachdem er die Morde begangen hat, geht Rainey wieder unbeschwert seinem Tagwerk als Autor nach, wobei jede Schreibblockade verflogen scheint. Sein geistiger und körperlicher Zustand hat sich normalisiert und in seinem Haus sind keine Spuren der Ereignisse zu sehen. Der Sheriff mahnt ihn bei einem Hausbesuch jedoch, sich von der Stadt fernzuhalten, da seine Mitmenschen sich in seiner Gegenwart unwohl fühlten, wobei er ihm auf den Kopf zu sagt, dass er über die Morde Bescheid weiß und sie ihm auch irgendwann nachweisen wird, wenn er erst einmal die Leichen findet.
In der Schlussszene sieht man dann, wie Rainey diese Möglichkeit bereits vorausgesehen hat und deshalb auf den Gräbern Mais züchtet, um so die Spuren seines Verbrechens endgültig verwischen zu können, ganz wie er es in der Erzählung Das geheime Fenster beschrieben hat.

## Sonstiges
- Für die Szene, als Rainey träumt, auf Klippen zu fallen, wurde der Hintergrund aus unverwendetem Filmmaterial für Vergessene Welt: Jurassic Park genommen, bei dem David Koepp ebenfalls als Drehbuchautor tätig war.[2]
- In einer Szene liegt der Roman The Rum Diary auf Morts Schreibtisch. Schon damals war eine Verfilmung dieses Werks mit Johnny Depp in der Hauptrolle geplant, die letztlich 2011 veröffentlicht wurde.[2]
- Die Szene, in der Mort statt seines Angesichts seinen Hinterkopf im Spiegelbild sieht, erinnert an das Gemälde La Reproduction interdite von René Magritte aus dem Jahr 1937.[3][2]
- Der Film feierte seine Premiere im deutschen Free-TV am Sonntag, dem 17. Dezember 2006, auf dem Fernsehsender ProSieben. Die Erstausstrahlung wurde von rund 1,98 Millionen Bundesbürgern verfolgt, was einem Marktanteil von 5,6 Prozent entsprach.[4]
- Filmstarts.de beziffert das Budget des Thrillers auf 40 Mio. Dollar.[5]

## Deutsche Synchronfassung
Die deutsche Synchronbearbeitung entstand bei FFS Film- & Fernseh-Synchron in Berlin. Klaus Bickert schrieb das Dialogbuch, Joachim Tennstedt führte Dialogregie.
| Darsteller        | Deutscher Sprecher       | Rolle                |
| ----------------- | ------------------------ | -------------------- |
| Johnny Depp       | David Nathan             | Mort Rainey          |
| John Turturro     | Stefan Fredrich          | John Shooter         |
| Maria Bello       | Claudia Urbschat-Mingues | Amy Rainey           |
| Charles S. Dutton | Engelbert von Nordhausen | Ken Karsch           |
| Timothy Hutton    | Joachim Tennstedt        | Ted Milner           |
| Len Cariou        | Jochen Schröder          | Sheriff Dave Newsome |
| Matt Holland      | Uwe Büschken             | Det. Steven Bradley  |
| Gillian Ferrabee  | Andrea Loewig            | Fran Evans           |
| Bronwen Mantel    | Sonja Deutsch            | Greta Bowie          |
| Elizabeth Marleau | Tanja Geke               | Juliet Stoker        |
| Joan Heney        | Regine Albrecht          | Mrs. Garvey          |
| John Dunn-Hill    | Peter Groeger            | Tom Greenleaf        |

## Kritiken
„‚Das geheime Fenster‘ ist solides Mystery-Kino, das mehr von seiner Stimmung und seinen gut herausgearbeiteten Charakteren lebt, als von einer rasanten, packenden Inszenierung. Spannung kommt schon auf, aber diese schleppt sich oft zäh dahin. Das Finale nach dem großen Wendepunkt kann dann zumindest mit einer sympathischen Konsequenz aufwarten, die ein bisschen was von dem vorher Versäumten gutmacht.“

„In gemächlichem Tempo erzählt, strebt das Psycho-Puzzle von ‚Panic Room‘-Autor David Koepp Hitchcock-tiefe Seelenabgründe an. Aber es reicht nur zu einer seichten Spielart der Stephen-King-Verfilmung ‚Misery‘. Fazit: Bis in Nebenrollen gut besetzter Psychohorror, dessen Pointe sich leider allzu früh ankündigt.“

„Verfilmung einer Kurzgeschichte von Stephen King, die als Horrorthriller bereits an der mangelhaft entwickelten Story scheitert. Der überzeugende Hauptdarsteller arbeitet in vielem den Genrekonventionen entgegen, was durchaus fasziniert, zugleich aber dazu beiträgt, dass sich keine dem Genre immanente Spannung aufbauen will.“

## Auszeichnungen
- Nominierung als bester Thriller bei den Teen Choice Awards 2004
- Nominierung als bester Nebendarsteller für John Turturro bei den Saturn Awards 2004